# دميترو فوروبي
دميترو فوروبي (بالأوكرانية: Воробей Дмитро Сергійович)‏ (10 مايو 1985 بمازير في روسيا البيضاء - ) هو لاعب كرة قدم أوكراني في مركز الوسط. شارك مع منتخب أوكرانيا تحت 17 سنة لكرة القدم ومنتخب أوكرانيا تحت 19 سنة لكرة القدم ومنتخب أوكرانيا تحت 21 سنة لكرة القدم. أما مع النوادي، فقد لعب مع أرسنال كييف وزوريا لوهانسك ونادي سلافيا-موزير وFC Dynamo-3 Kyiv ‏ وFC Poltava ‏ وFC Naftovyk Okhtyrka ‏ وFC Dynamo-2 Kyiv ‏ وFC RUOR Minsk ‏ وFC Obolon Kyiv ‏ وكريفباس كريفي ريه ‏ ونادي إيليتشيفيتس ماريوبول وFC Borysfen-2 Boryspil ‏.

## وصلات خارجية
- دميترو فوروبي على موقع الاتحاد الدولي (مؤرشف)  (الإنجليزية)
- دميترو فوروبي على موقع اتحاد أوكرانيا (الإنجليزية)
- دميترو فوروبي على موقع قاعدة بيانات كرة القدم.إي يو (الإنجليزية)
- دميترو فوروبي على موقع Soccerway.com (الإنجليزية)